# 바운더리 거리

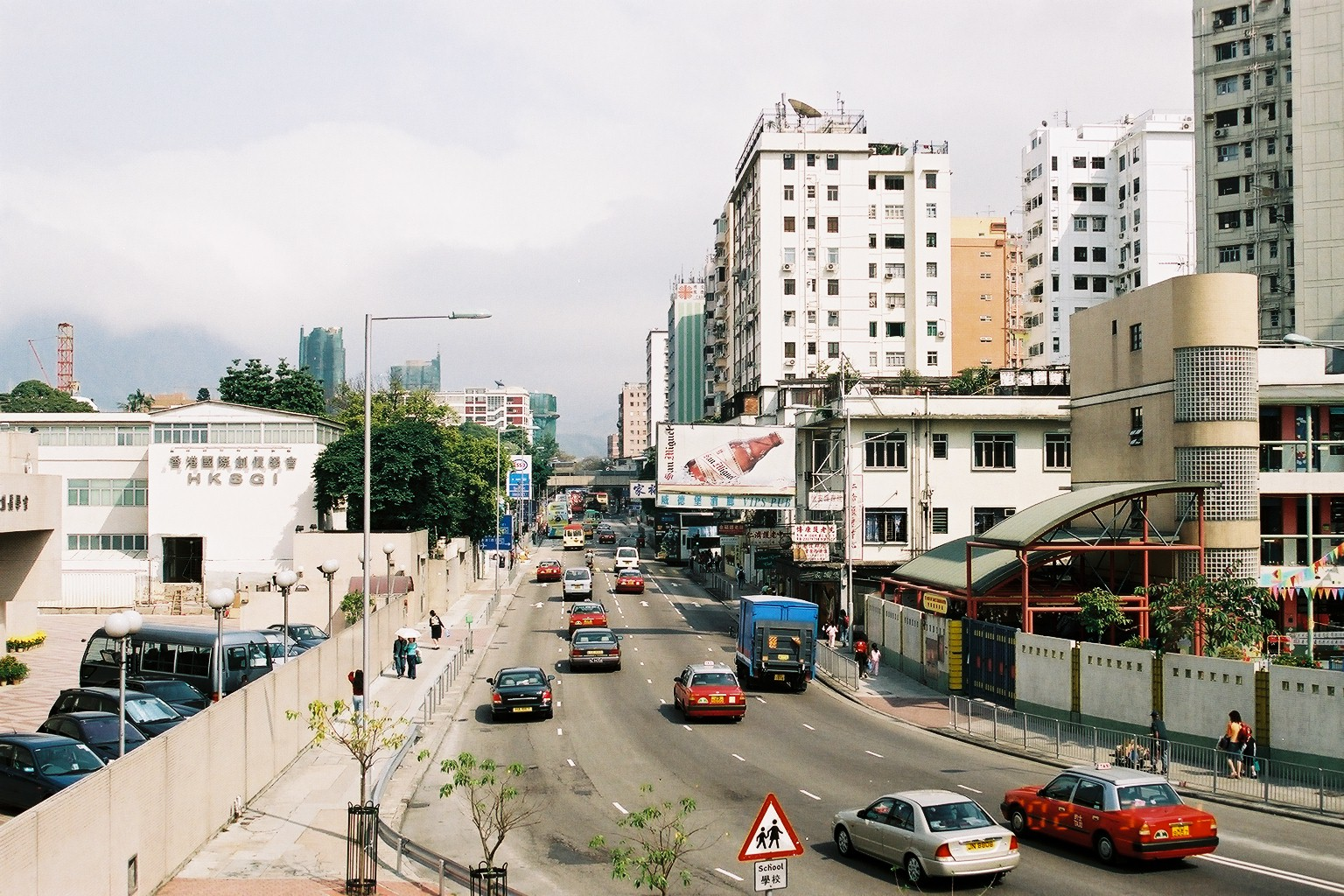
바운더리 거리(Boundary Street). 2002년 3월에 가우룽 지구의 동쪽에서 촬영한 모습

바운더리 거리(중국어 정체자: 界限街, 병음: Jiè Xiàn jiē, 영어: Boundary Street, 광둥어: gaai3 haan6 gaai1)는 홍콩의 가우룽반도에 있는 도로이다. 일찍이, 이 도로가 있는 장소를 경계로 남쪽은 영국령, 북쪽은 청나라의 영토(나중에는 신계)였다.
카우룽 반도 북쪽을 동서로 관통해 있다. 3차선에서 노선의 대부분은, 서쪽에서 동쪽으로의 일방통행이다. 프린스 에드워드 로드 웨스트 (太子道西, Prince Edward Road West)가 나란히 위치한 형태로 있고 이 도로가 바운더리 거리와는 반대로 동쪽에서 서쪽으로의 교통을 담당하고 있다(그러나 이 도로는 바운더리 거리와는 달리 일방통행은 아니다).

## 역사
1860년에 있었던 제2차 아편 전쟁의 결과로 베이징 조약에서 주룽 반도의 홍콩섬에 가까운 지역의 일부가 청나라에서 영국으로 할양되었다. 이 때, 청나라와 영국령의 경계가 지금의 바운더리 거리가 있는 장소이다. 영국은 이 경계를 바운더리 선(界限線, Boundary Line)이라고 불렀다. 그 뒤에는 1898년에 신계가 99년 동안의 기한을 맡아 영국 조차지가 되면서 영국은 구변경선(Old Frontier Line)이라고 불렀다.
당초에는 이 선 위에 해당된 위치에 있던 정식 도로는 없었다. 하지만 1934년에 가우룽통이 발전하면서 조차지와 할양지 사이에 문제가 발생하면서 당시 홍콩 정부는 경계선에 한 개의 도로를 건설했다. 이것이 바로 현재의 바운더리 거리이다. 이전에는 동서 양쪽이 바다에 가까웠지만 현재는 바다에서 멀리 떨어져 버렸다(이 중 동쪽 지역은 카이탁 공항의 건설로 인해서 멀어졌다).
1997년 7월 1일에 조약에 의한 조차지・할양지 구별없이 홍콩은 바운더리 거리의 남북 양쪽 모두가 중화인민공화국에 양도되었다.
역사적인 의미가 있는 도로이지만, 현재는 시가지이며 도로나 주변의 기념비는 없다.

## 현상
홍콩 전체가 중국에 반환된 현재 바운더리 거리는 경계선으로서의 의미는 점점 사라져 가고 있으나 아직까지는 신제와 주룽의 경계이다. 이외에도 바운더리 거리의 중간에 있는 주룽 철도(KCR)의 거더보다 서쪽에서는, 바운더리 거리가 유젠왕 구(油尖旺區)과 선수이부 구(深水埗區)의 경계선이 된다. 이 거더보다 동쪽은 바운더리 거리의 남쪽 양쪽 모두 주룽퉁 구(九龍塘區)이다.

## 주변부
바운더리 거리의 중앙에서 동쪽에 가까운 지역에서는 예우얏 촌(又一村, Yau Yat Tsuen)이나 주룽차이(九龍仔, Kowloon Tsai) 등 고급 주택가가 위치해 있다. 일본 기업의 공장이나 사무소도 많이 있는 쿤퉁(Kwun Tong)의 현재 주재원이나 그 가족들이 대부분 많이 살고 있다. 또, 학교가 많이 위치한 지구이며, 홍콩에서 유명한 사립학교가 위치해 있다. 관광명소로는 버드 가든(雀鳥花園)이 있다.

## 같이 보기
- 홍콩
- 홍콩의 역사
- 주룽 철도